# Maja Maneza
Maja Maneza (kazakiska: Майя Манеза), född 1 november 1985 i Tokmok, är en kazakisk tyngdlyftare som tävlar i 63-kilosklassen. I världsmästerskapen i tyngdlyftning har hon vunnit två guldmedaljer år 2009 och 2010 samt en silvermedalj år 2011. Hon har vann en guldmedalj i asiatiska spelen 2010 och en bronsmedalj i asiatiska mästerskapen i tyngdlyftning 2009. Maneza deltog även i olympiska sommarspelen 2012 i London där hon vann guld i 63-kilosklassen men senare diskades på grund av doping.